# Keo cau

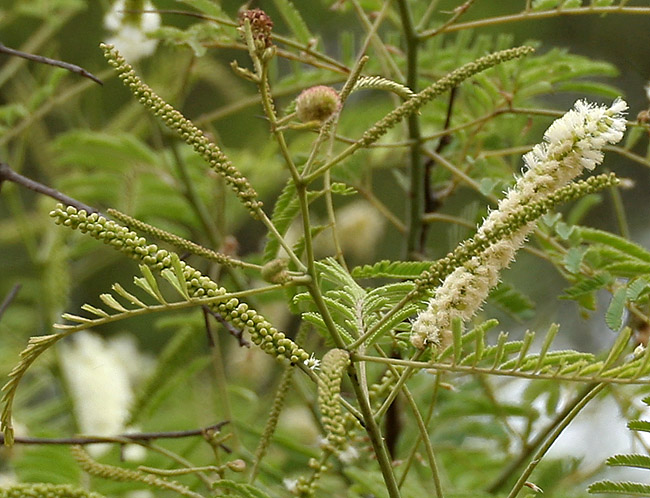
Hoa keo cao

Keo cao hay Keo cau, Keo catêsu (danh pháp hai phần: Acacia catechu) là loài thực vật có hoa trong họ Đậu. Loài này được (L.f.) Willd. miêu tả khoa học đầu tiên.

## Hình ảnh

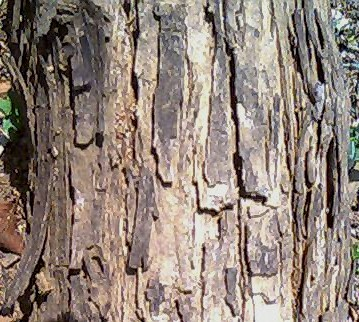
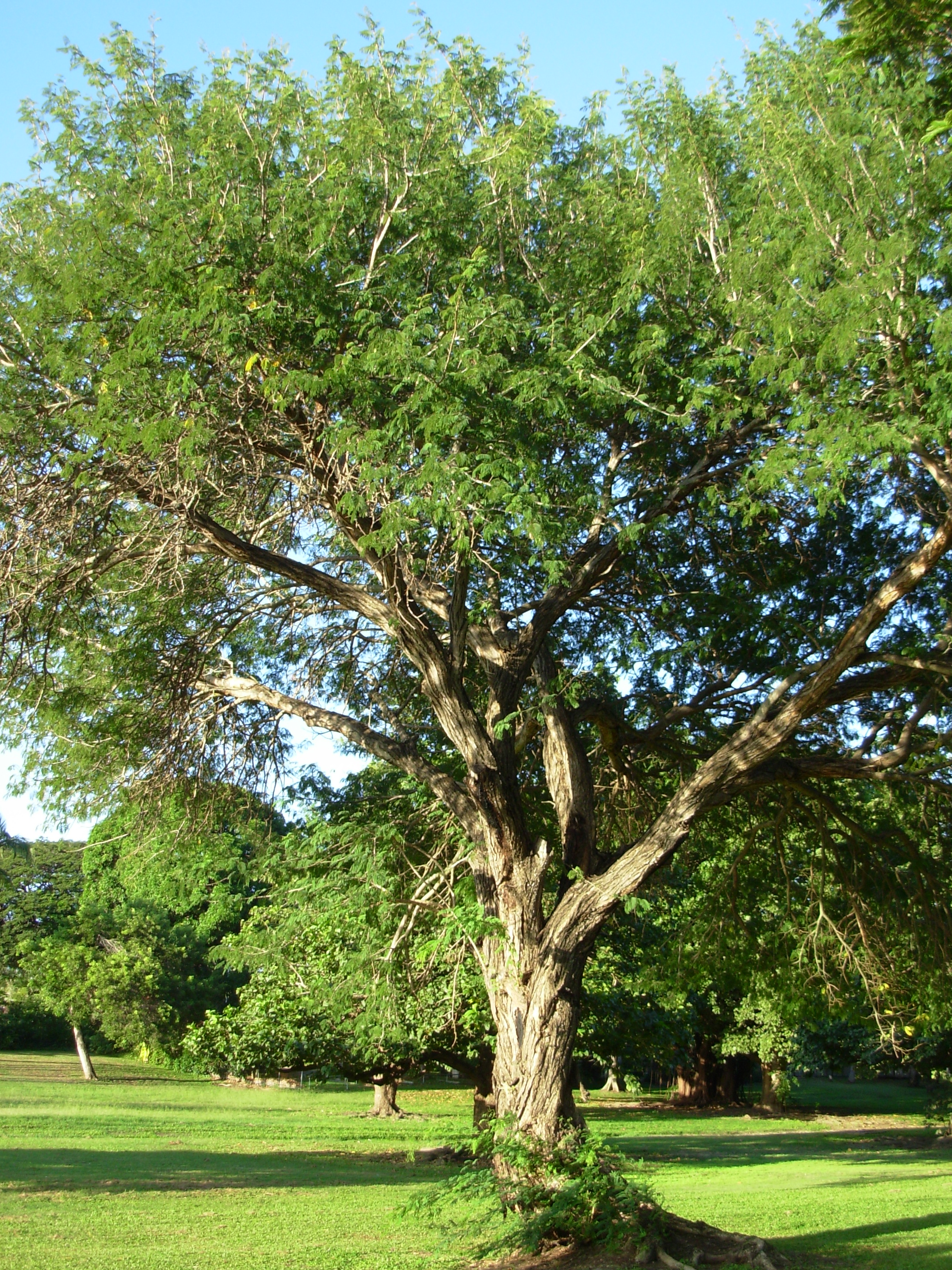
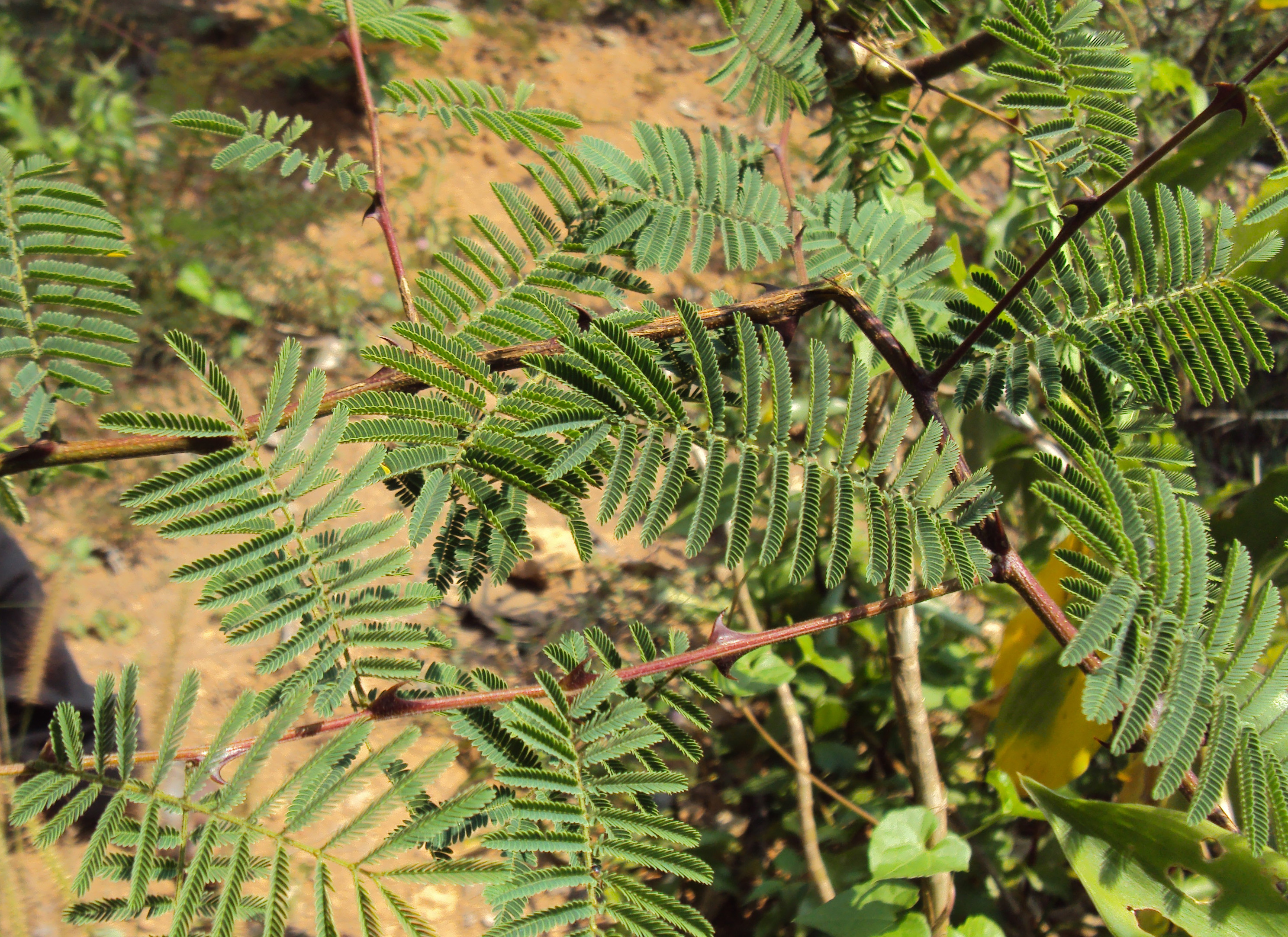
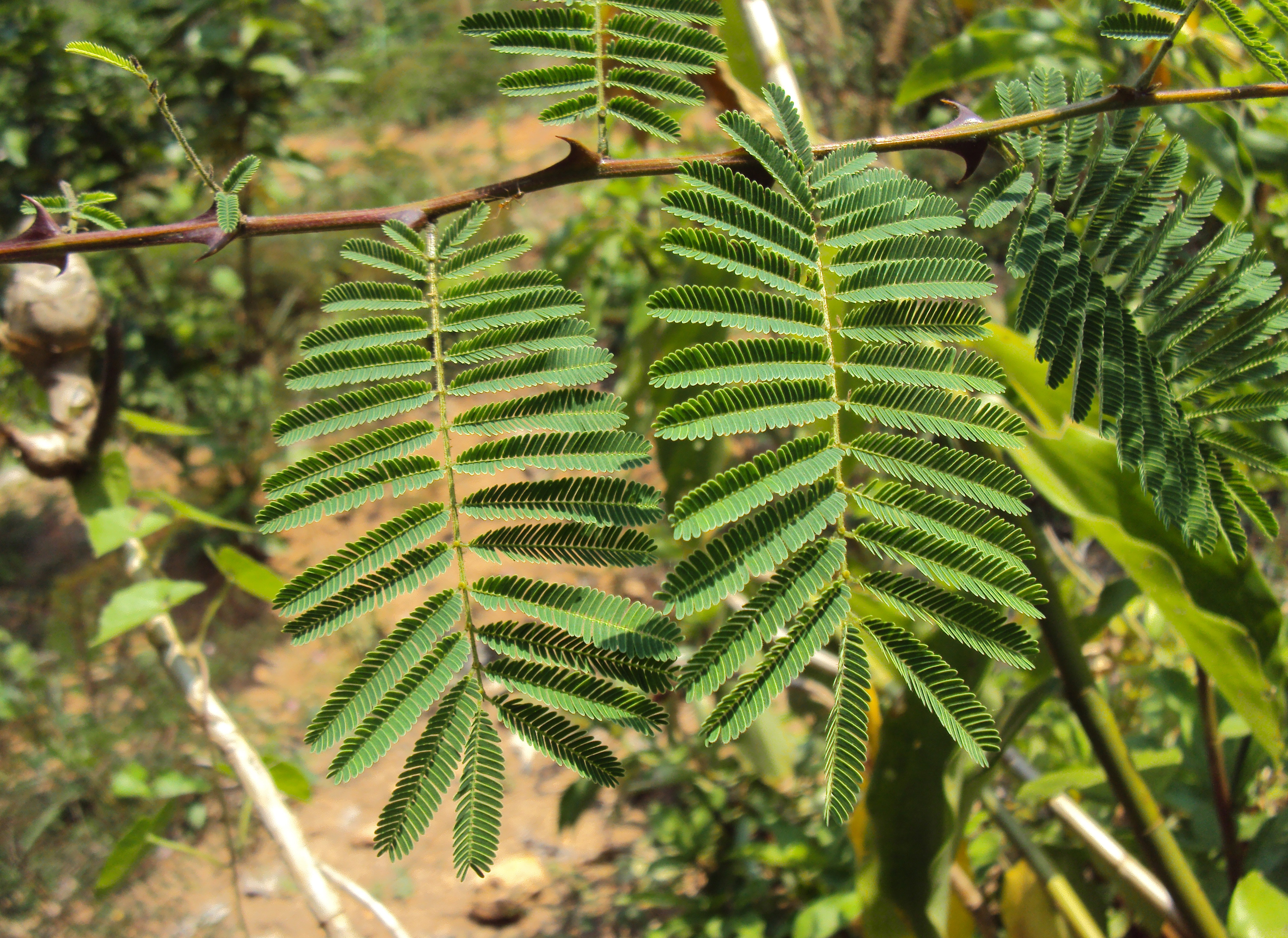